# ديك باتلر (لاعب كرة قاعدة)
ديك باتلر (بالإنجليزية: Dick Butler)‏ هو لاعب كرة قاعدة أمريكي، ولد في 1869 في بروكلين في الولايات المتحدة، وتوفي في 16 يوليو 1917 في نيويورك في الولايات المتحدة.

## وصلات خارجية
- ديك باتلر على موقعبيزبول رفرنس.كوم (الدوري الرئيسي) (الإنجليزية)
- ديك باتلر على موقعبيزبول رفرنس.كوم (الدوري الثانوي) (الإنجليزية)